# Вулиця Чехова (Мелітополь)
Вулиця Чехова — провулок в Мелітополі на Червоній Гірці. Йде від вулиці Пушкіна до вулиці Гоголя.

## Назва
Вулиця названа на честь російського письменника Антона Чехова.
Поруч знаходяться 1-й провулок Чехова і 2-й провулок Чехова.

## Історія
Вулиця вперше згадується 4 січня 1924 року як вулиця Шевченка 2-га. Ця ж вулиця згадується як Троїцька (4 січня 1924) і Верхня Троїцька (19 лютого 1924).
З 17 червня 1929 року вулиця була перейменована на Чеховську, однак в подальшому вулицю називали вулицею Чехова.